# 阿珀皮德根魯斯特 (肯塔基州)
阿珀皮德根魯斯特（英語：Upper Pidgeonroost）是位於美國肯塔基州佩里縣的一個非建制地區。

## 地理
阿珀皮德根魯斯特所處的海拔為高於海平面337米（即1106英呎），而該地所採用的時區為UTC-5，即北美東部時區（EST）。同時該地設有夏令時間，為UTC-5調快一小時，即UTC-4（EDT）。